# Alicja Szurmińska-Krępa
Alicja Szurmińska-Krępa, także Szurmińska-Krępowa, Szurmińska-Krepowa, Krępa czy Krępa-Szurmińska (ur. 1929 w Puławach) – polska ceramiczka związana z zakładami ceramicznymi w Bolesławcu, jedna z pierwszych absolwentek PWSSP we Wrocławiu.

## Życiorys
W latach 1947-53 studiowała w PWSSP we Wrocławiu. W 1953 r. obroniła dyplom magisterski na Wydziale Ceramiki i Szkła, w pracowni prof. Rudolfa Krzywca.

## Twórczość i praca zawodowa
W 1951 r., wraz z innymi osobami z wrocławskiej PWSSP, odbywała praktyki studenckie w bolesławieckim zakładzie ceramicznym CPLiA. Maria Starzewska odnotowała, że najlepsze wyniki uzyskiwały tam osoby z pracowni ceramicznej R. Krzywca: Irena Draczyńska, Krystyna Kozik-Sójkowa, A. Szurmińska-Krępowa i Dionizy Strzelbicki.
W latach 1953-59 była projektantką w Spółdzielni Pracy Rękodzieła Artystycznego "Ceramika artystyczna" w Bolesławcu. W 1958 r. objęła tam kierownictwo artystyczne, zastępującIzabelę Zdrzałkę. Jest wymieniana w znajdującym się w bolesławieckim Muzeum Ceramiki „Wykazie wzorów używanych w produkcji Zakładu Ceramicznego w Bolesławcu” wśród takich projektantek zdobin i form, jak m.in.: Halina Feret, Zofia Łopatowa, Anna Sawa, I. Zdrzałka, Halina Łepkowska-Giecewicz, Ewa Radomska, Aniela Daszuk, H. Draczyńska, K. Kozik-Sójkowa, Kazimiera Hulanicka, D. Strzelbicki, Sandor Koczor czy Irena Dróżdż. W 1955 r. była także dyrektorką Muzeum Ceramiki w Bolesławcu.
Od 1968 r. artystka pracowała jako główna specjalistka we wrocławskich Zakładach Wyrobów Sanitarnych (Porcelit Wrocławski) i projektowała tam aż do likwidacji zakładu.
W 1953 r. jej ceramiczne okładziny zaprezentowane zostały na Dorocznej 1-majowej Okręgowej Wystawie Plastyki pod kierownictwem Władysława Winczego we Wrocławiu.
W 1962 r. zaprezentowano jej prace na wystawie bolesławieckiej ceramiki w Pałacu Kultury i Nauki w Warszawie, obok prac takich artystek jak m.in. Izabela Zdrzałka czy Amanda Rożańska. W tym samym roku jej pracy zostały zaprezentowane na wystawie „Kamionka bolesławiecka w twórczości plastyków ceramików” w Muzeum Śląskim we Wrocławiu. Na wystawie zainicjowanej przez Marię Starzewską we współpracy z Cepelią prezentowano prace takich ceramiczek i ceramików, jak m.in.: Maria Alkiewicz, Krystyna Cybińska, Halina Draczyńska, Irena Dróżdż-Hyży, Gabriela Hoffman-Śleżewska, Kazimiera Hulanicka, Julia Kotarbińska, K. Kozik-Sójkowa, Henryk Lula, Ewa Panufnik-Dworska, Zdzisław Pietrzakowski, Amanda Rożańska, Izabela Zdrzałka czy Hanna Żuławska. Starzewska w katalogu omawia nie tylko powojenne losy zakładu na Polnej, ale także działalność I. Zdrzałki, A. Szurmińskiej-Krępowej czy A. Rożańskiej: „Indywidualność artystyczna każdego z nich stworzyła w sumie dość jednolity obraz całości produkcji opartej zawsze o wymogi takiego materiału jakim jest kamionka i pokazujący przemiany takie jakie i w sztuce obrazującej obserwujemy (…). Od bardzo prostych ujęć widocznych w dekoracji w ludowej stylizacji, w bezwzględnie przeprowadzonej funkcjonalności, do form abstrakcyjnych w dekoracji, a rzeźbiarskich w kształtach.”
W 1978 r. jej prace były prezentowane na wystawie Współczesna Sztuka Wrocławska prezentującej zbiory Muzeum Narodowego we Wrocławiu, a w jej katalogu Barbara Baworowska omawia jej prace wśród innych projektantek i projektantów zakładu ceramicznego w Bolesławcu: I. Zdrzałki, G. Hoffmann-Śleżewskiej, Adama Dnia i Bronisława Wolanina.